# معماری دریایی

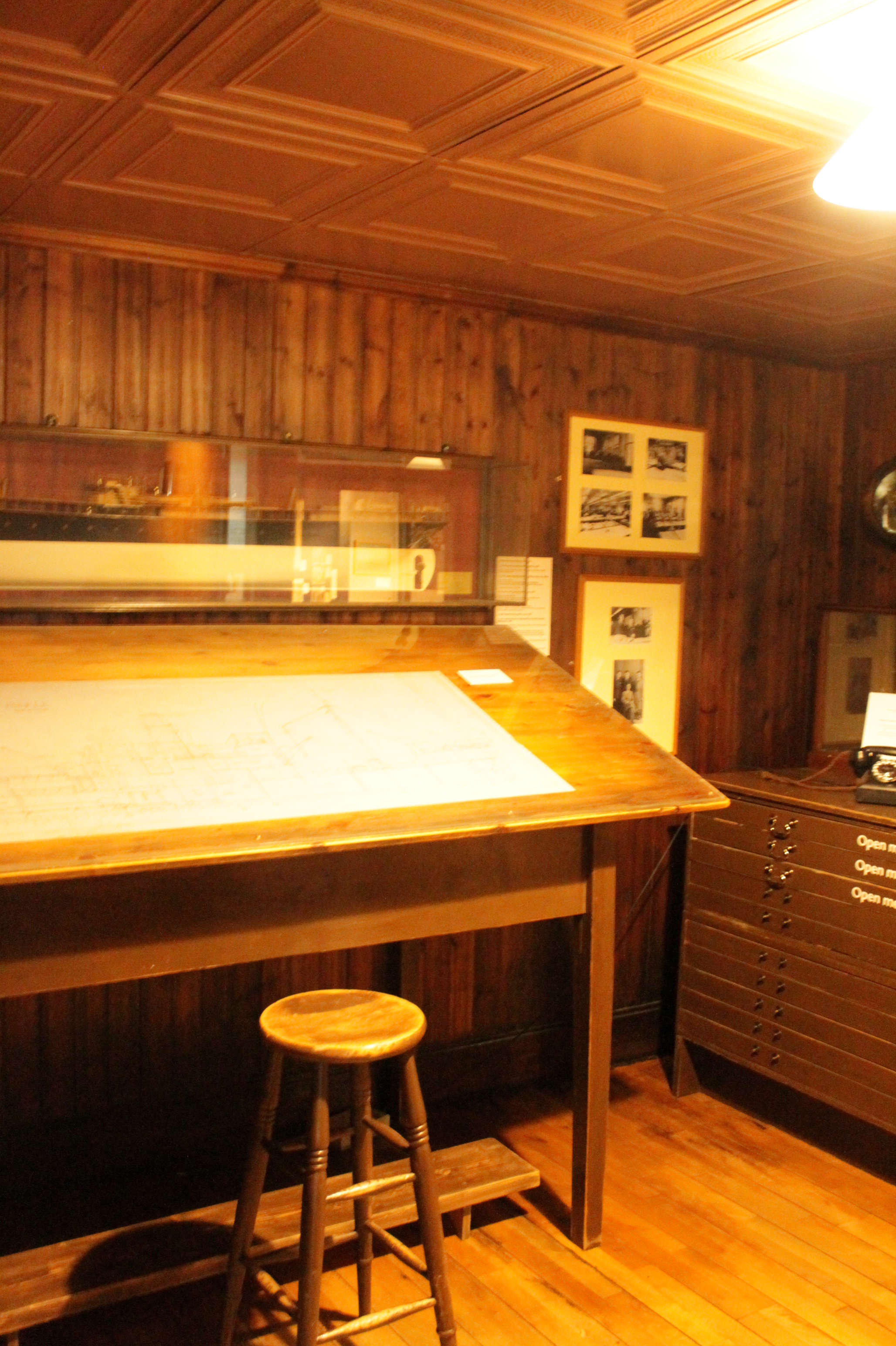
بازسازی دفتر یک معمار دریایی قرن نوزدهمی، موزه دریایی آبردین

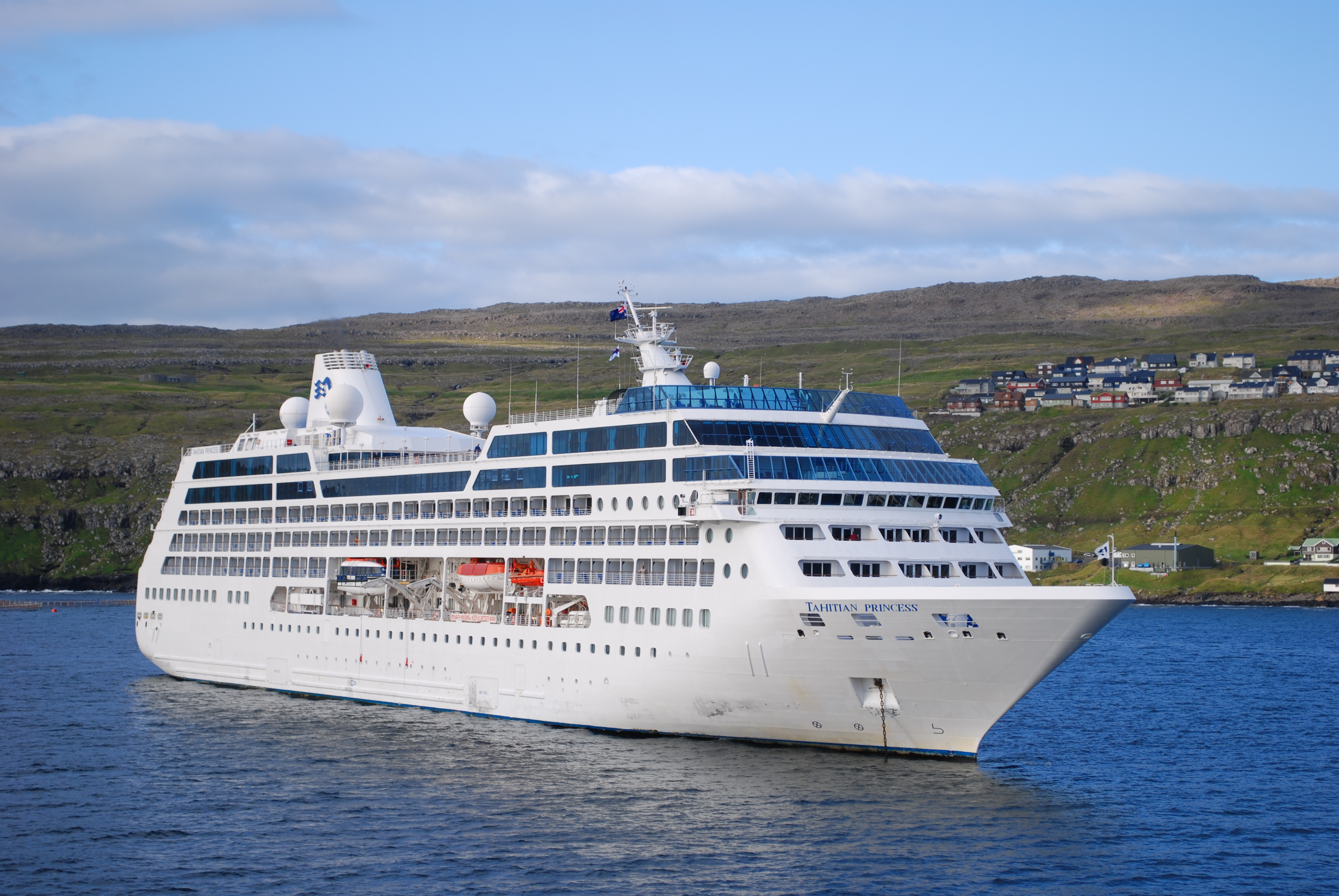
اشون پرینسس در تورشهاون، جزایر فارو، اوت ۲۰۰۹ میلادی

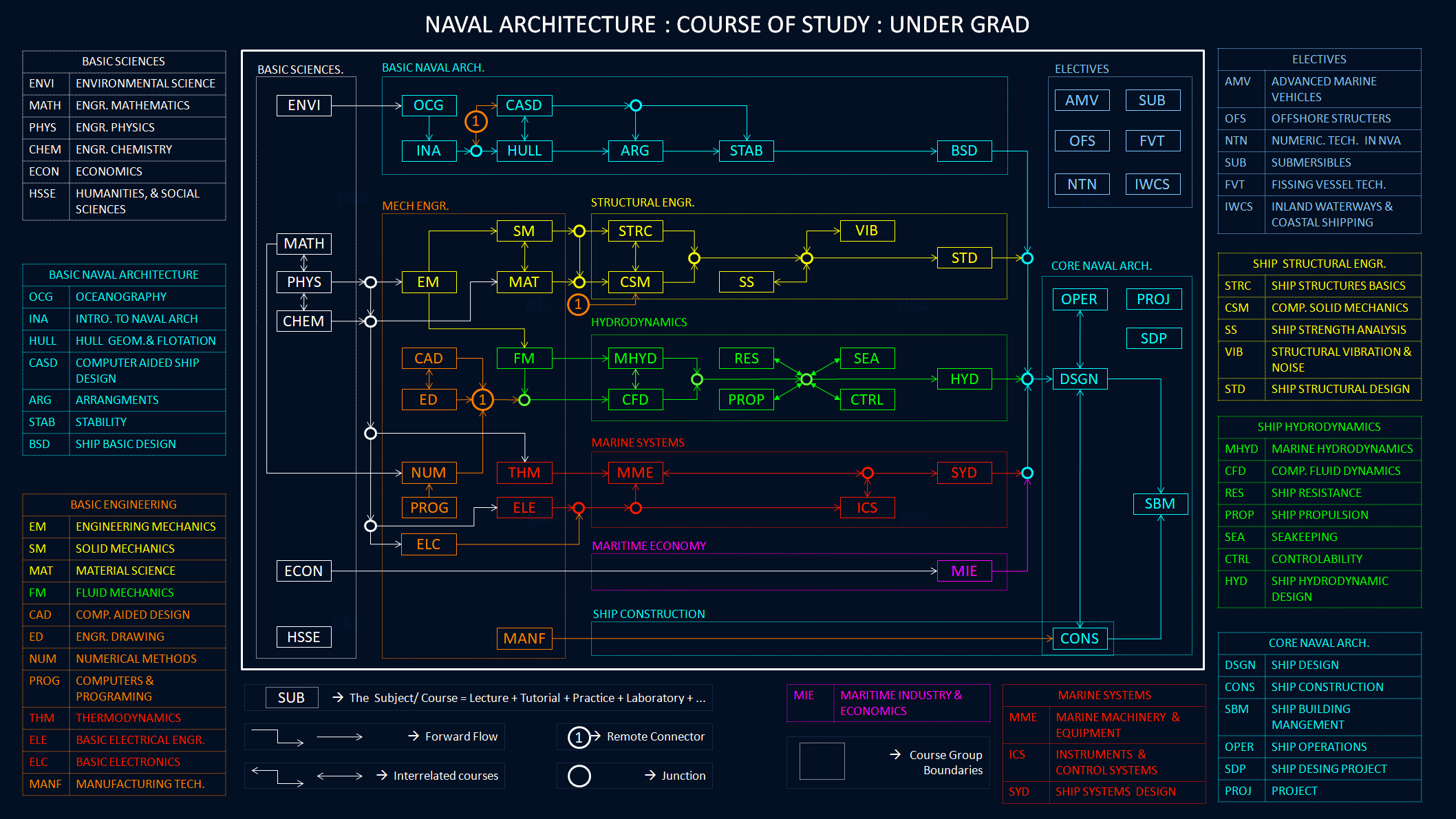
دوره عمومی تحصیلی منتهی به مدرک معماری دریایی (به زبان انگلیسی)

معماری دریایی (به انگلیسی:naval architecture و naval engineering)، یک رشته مهندسی است که عناصری از مهندسی مکانیک، برق، الکترونیک، نرم‌افزار و ایمنی را در فرایند طراحی مهندسی، کشتی‌سازی، نگهداری و بهره‌برداری از کشتی‌ها و سازه‌های دریایی به کار می‌گیرد. معماری دریایی شامل تحقیقات پایه و کاربردی، طراحی، توسعه، ارزیابی طراحی (طبقه‌بندی) و محاسبات در تمام مراحل عمر یک وسیله نقلیه دریایی است. طراحی اولیه کشتی، طراحی دقیق، روند کشتی‌سازی، کارآزمایی، بهره‌برداری و نگهداری و استفاده از حوضچه خشک جمله فعالیت‌های اصلی است. محاسبات طراحی کشتی نیز برای کشتی‌های تغییریافته (از طریق تبدیل، بازسازی، نوسازی یا تعمیر) مورد نیاز است. معماری دریایی همچنین شامل تدوین مقررات ایمنی و قوانین کنترل آسیب و تأیید و طراحی‌های کشتی برای برآورده کردن الزامات حقوقی و غیر حقوقی است.